# بارکلی (بالتیمور)
بارکلی (به انگلیسی: Barclay) یک منطقهٔ مسکونی در ایالات متحده آمریکا است که در بالتیمور واقع شده‌است. بارکلی ۲٬۶۹۷ نفر جمعیت دارد.